# Нідегген
Нідегген (нім. Nideggen) — місто в Німеччині, знаходиться в землі Північний Рейн-Вестфалія. Підпорядковується адміністративному округу Кельн. Входить до складу району Дюрен.
Площа — 66 км2. Населення становить 10 155 ос. (станом на 31 грудня 2020).